# Chassé (Sarthe)
Chassé is een voormalige gemeente in het Franse departement Sarthe in de regio Pays de la Loire en telt 162 inwoners (2004). De plaats maakt deel uit van het arrondissement Mamers.
Tot 1 januari 2015 was Chassé een zelfstandige gemeente. Op die datum werd het met La Fresnaye-sur-Chédouet, Lignières-la-Carelle, Montigny, Roullée en Saint-Rigomer-des-Bois samengevoegd tot de nieuwe fusiegemeente Villeneuve-en-Perseigne.

## Geografie
De oppervlakte van Chassé bedraagt 7,3 km², de bevolkingsdichtheid is 22,2 inwoners per km².
De onderstaande kaart toont de ligging van Chassé (Sarthe) met de belangrijkste infrastructuur en aangrenzende gemeenten.

## Demografie
Onderstaande figuur toont het verloop van het inwonertal (bron: INSEE-tellingen).